# Дядя Ваня
«Дя́дя Ва́ня» — п'єса російського письменника Антона Чехова із підзаголовком «Сцены из деревенской жизни в четырёх действиях». Остаточно завершена у 1896 році.

## Історія створення
У 1889 році Чехов закінчив п'єсу «Леший» (комедія в 4-х діях), опублікована у 1890 році, яка була згодом, після написання «Чайки», перероблена в п'єсу «Дядя Ваня».
В початковому варіанті («Леший») поставлена 27 грудня 1889 року в театрі М. М. Абрамовой, Москва.

## Персонажі
- Серебряков Олександр Володимирович — відставний професор
- Софія Олександрівна (Соня) — його донька від першого шлюбу, племінниця дядька Івана
- Олена Андріївна — його дружина, 27 років
- Войницька Марія Василівна — вдова таємного радника, мати дядька Івана та першої дружини професора
- Войницький Іван Петрович — дядько Іван, її син, шурин професора
- Астров Михайло Львович — лікар
- Телегін Ілля Ілліч — збіднілий поміщик, хрещений професора та Соні
- Марина — стара няня
- Робітник

## Сюжет
Дія відбувається в садибі першої дружини професора Серебрякова, де він тимчасово змушений жити, не маючи достатніх коштів для гідного життя. Багато років за садибою доглядає Іван Петрович Войницький, брат покійної дружини професора, який займається всіма господарчими питаннями. Допомагає йому племінниця Соня, донька Серебрякова від першого шлюбу. Також в цьому маєтку мешкають збіднілий поміщик Ілля Ілліч Телегін, стара няня Марина та Марія Василівна Войницька, мати Івана Петровича та покійної дружини професора.
Професор Серебряков вдруге одружився з молодою та красивою жінкою, Оленою Андріївною. Відносини між нею та донькою Серебрякова Сонею досить натягнуті, так як остання підозрює мачуху у шлюбі за розрахунком.
У професора Серебрякова постійні приступи подагри. Для лікування професора у маєтку приїздить лікар Михайло Львович Астров.
Дядя Ваня заздрить професору, не визнає його вченості, хоч в минулому обожнював його. Під натиском матері, яка захоплюється своїм вченим зятем і обожнює його, Іван Петрович разом з нею ночами переводив для нього статті та працював, відмовляючи собі у всьому, щоб надіслати Серебрякову якомога більше грошей. Дядя Ваня закоханий в Олену Андріївну; вона відмовляє йому, хоча це їй і лестить.
Одного разу вранці Олена Андріївна та Соня миряться, і та зізнається мачусі в тому, що протягом шести років любить доктора Астрова, який не помічає почуттів дівчини. Олена Андріївна пропонує падчерці наступне: вона делікатно поговорить з Астровим про почуттях Сони, і якщо він байдужий до неї, Олена Андріївна попросить його покинути маєток та не повертатися, щоб не мучити дівчину. Під час розмови, яка послідувала за цим, лікар Астахов повідомляє Олені Андріївні, що він поважає Соню як друга, але на більші відчуття він не здатний. Астров жартому пропонує Олені Андріївні таємно закрутити роман та обсипає її поцілунками. За цим їх застає Іван Петрович, який ніс троянди в знак примирення. Цей факт ще сильніше розхитує його й без того нестабільний емоціональний стан.
В цей час професор Серебряков збирає сімейну раду, на якій пропонує членам родини продати маєток. Дядя Ваня рішуче протестує: батько купив маєток для його покійної сестри, і так як на покупку не вистачало 25 тисяч, Іван Петрович відмовився від спадку на її користь. Пропозиція Серебрякова стає останньою краплею, і дядя Ваня вирішує висловити йому все, що накопичилося у нього в душі за всі ці роки. Він фактично поклав своє життя на вівтар поклоніння професору та працював задля його благополуччя, не отримуючи за це ні подяки, ні додаткового «рубля до платні». Розпалюється скандал, і дядя Ваня в запалі злості намагається вбити професора, але двічі стріляє мимо. Професор Серебряков та Олена Андріївна вирішують швидко покинути маєток.
Несподівано лікар Астров виявляє, що в нього зникла баночка з морфієм. Справедливо запідозривши в крадіжці Івана Петровича, який цілком можливо хотів звести рахунки з життям, Астров все-таки вмовляннями, а потім і силою забирає наркотик назад.
Отже, Войницький все-таки мириться з професором та переконує його, що буде отримувати таке ж утримання, як і раніше. Серебряков та Олена Андріївна від'їжджають, а Соня та Войницький залишаються в маєтку. Пізніше від'їжджає і Астров. Соня та дядя Ваня працюють в кабінеті, записуючи рахунки.